# Mainland (Orkneje)

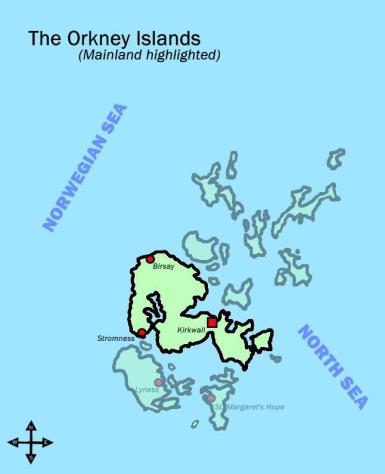
Orkneje s vyznačeným ostrovem Mainland

Mainland (anglicky Mainland, skotskou gaelštinou Mòr-thìr, starosever. Megenland/Hrossey) je hlavní ostrov Orknejských ostrovů ve Skotsku. Nachází se zde města Kirkwall a Stromness. Zároveň je hlavním dopravním uzlem, zabezpečujícím většinu leteckého (letiště Kirkwall) a lodního spojení celého souostroví. Západní část ostrova Mainland je spolu se severní polovinou ostrova Hoy a okolního moře součástí chráněné krajinné oblasti Hoy and West Mainland NSA.
Na ostrově Mainland žijí tři čtvrtiny celkového počtu obyvatel Orknejí. Mainland má z celého souostroví nejvyšší hustotu osídlení. Podle sčítání v roce 2011 zde žilo 17 162 obyvatel, což je zvýšení o necelou osminu oproti sčítání v roce 2001, kdy zde žilo 15 314 obyvatel. V hlavním sídle ostrova, Kirkwallu, žije přes 9 tisíc lidí. Kikrkwall je jedním z dopravních uzlů ostrova.

## Galerie

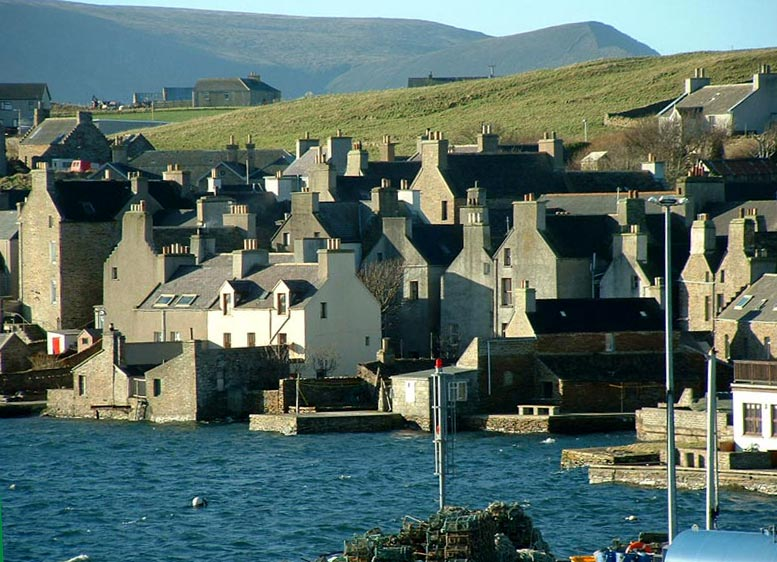
Stromness, druhé největší sídlo na ostrově
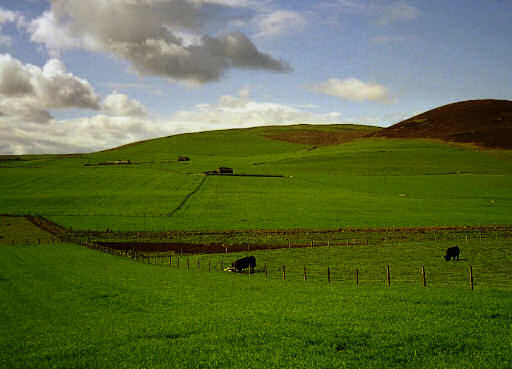
Místní farma u Yesnaby
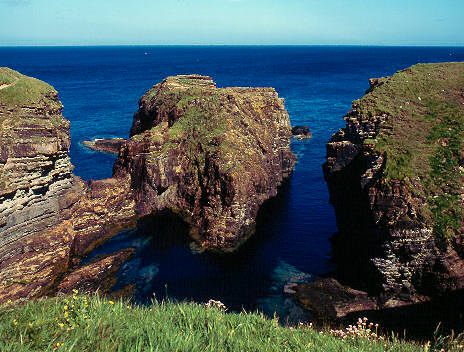
Deerness
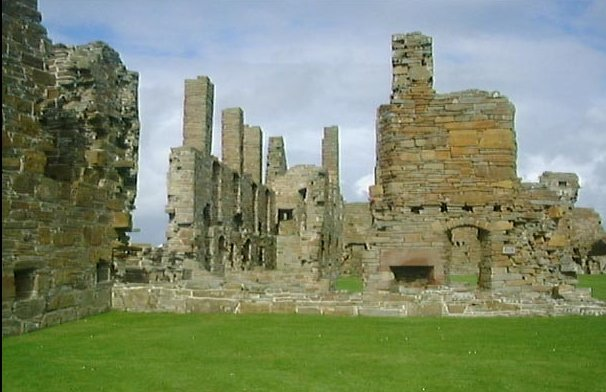
Jarlův palác, Birsay
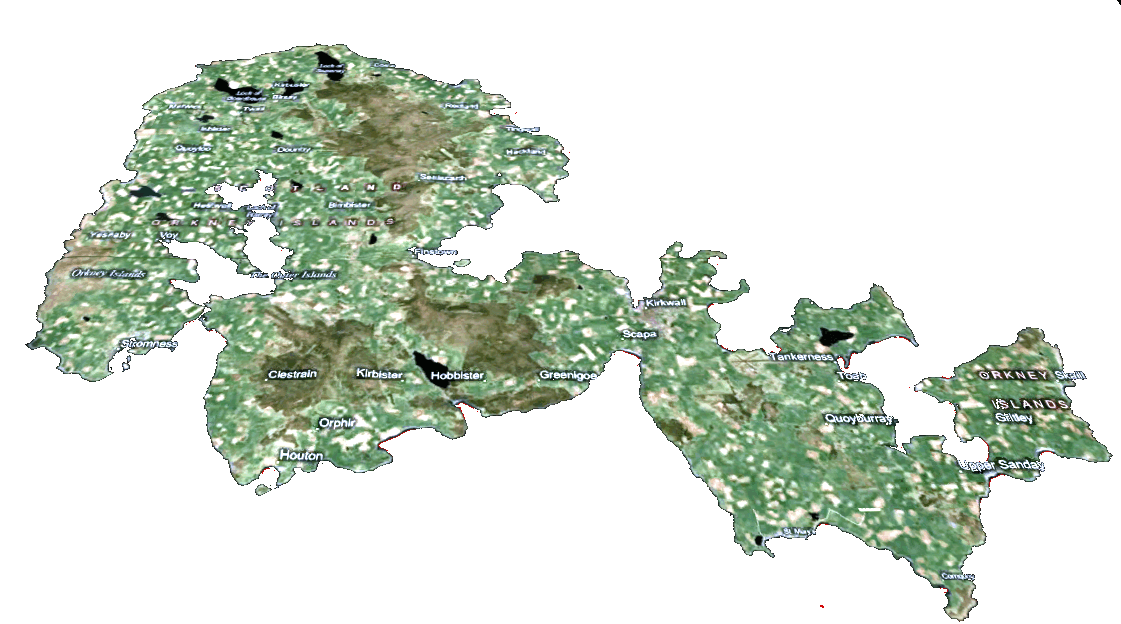
Reliéf ostrova